# حسن شعيتو
حسن علي شعيتو (20 مارس 1989)، المعروف أيضًا باسم موني هو لاعب كرة قدم لبناني محترف ولاعب سابق لكرة الصالات يلعب كلاعب خط وسط مهاجم لنادي برج.
بدأ مسيرته في دوري الدرجة الثالثة مع نادي جهاد حي سلوم، قبل أن ينتقل إلى الدوري اللبناني الممتاز في نادي العهد عام 2009. في الوقت نفسه، بدأ مسيرته في كرة الصالات، حيث لعب أولاً في البنك اللبناني الكندي، ثم في جمعية الصداقة من 2010 إلى 2014، قبل أن يعود للعب كرة القدم. وانضم إلى نادي الأنصار، قبل أن ينتقل إلى البحرين في العام التالي واللعب مع نادي الشباب. وانتقل إلى فريق ترغكانو الماليزي، قبل أن يعود إلى العهد في عام 2015. وفي عام 2018. انضم شيتو إلى الأنصار، ثم انتقل إلى النجمة في عام 2021. وبعد عامين وقع مع البرج.
بدأ مسيرته الدولية مع لبنان في عام 2011، وشارك في تصفيات كأس العالم 2014 و2018 و2022، وتصفيات كأس آسيا 2015 و2019 و2023. كما ساعد منتخب بلاده لبنان في التأهل إلى كأس آسيا 2019، وهي أول مشاركة له.

## مهنة النادي

### وظيفة مبكرة
بدأ مسيرته الكروية في جهاد حي سلوم في دوري الدرجة الثالثة قبل أن ينتقل إلى فريق العهد في الدوري اللبناني الممتاز في عام 2009، فاز بلقبين للدوري وكأسين للاتحاد خلال تواجده خلال أربع سنوات.

### كرة الصالات
في عام 2009، بدأ مسيرته المهنية في كرة الصالات، حيث لعب أولاً لصالح البنك اللبناني الكندي، ثم انتقل إلى الصداقة في عام 2010. فاز بدوري لبنان لكرة الصالات مرتين، في عامي 2011 و2013، ولعب في نسختي 2011 و2013 من بطولة الأندية الآسيوية لكرة الصالات لصالح الفريق اللبناني، وسجل سبعة أهداف خلال البطولتين.

### بعد كرة الصالات
انضم إلى الأنصار في عام 2013، قبل أن ينتقل إلى البحرين في العام التالي للانضمام إلى نادي الشباب. في عام 2014 انتقل إلى ماليزيا في لنادي ترغكانو، قبل أن يعود إلى العهد في عام 2015. ساعد فريقه في الفوز بثلاثة ألقاب دوري أخرى وكأس الاتحاد مرة واحدة، حيث احتل المركز الثاني في قائمة هدافي الدوري خلال موسم 2017–18.

### العودة إلى الأنصار
في 17 أغسطس 2018، عاد إلى الأنصار. في 23 أكتوبر 2020، أُعلن أنه رفض عرضًا من نادي الطلبة العراقي. وفي موسم 2020–21، ساعد الأنصار على الفوز بلقب الدوري الأول منذ عام 2007، والمركز الرابع عشر في الترتيب العام. كما ساعد الأنصار على الفوز بالثنائية بفوزه على النجمة في نهائي كأس الاتحاد اللبناني 2020–21 بركلات الترجيح.

### النجمة
انتقل إلى النجمة في 21 يونيو 2021. وفي 12 سبتمبر، خلال مباراة بالدوري ضد طرابلس، تعرض لإصابة في الرباط الصليبي الأمامي مما أبعده عن الملاعب لمدة ستة أشهر.

### البرج
في 21 يونيو 2023، أعلن نادي البرج عن توقيع عقدًا معه.

## مهنة دولية
مثل لبنان في بطولة آسيا لكرة الصالات 2010، واستدعي لفريق كرة القدم تحت 23 عامًا لتصفيات أولمبياد 2012 في عام 2011.
جاء ظهور الأول على المستوى الدولي لكرة القدم في 15 نوفمبر 2011، في الفوز 2-1 على أرضه ضد كوريا الجنوبية. في 22 مارس 2013، سجل أول هدفين له في تصفيات كأس آسيا 2015 ضد تايلاند، حيث انتهت المباراة بنتيجة 5-2 أمام لبنان. جاءت ثنائيته الثانية ضد لاوس في 12 نوفمبر 2015 في تصفيات كأس العالم 2018، حيث انتهت المباراة بنتيجة 7-0 أمام لبنان.
في ديسمبر 2018، تم استدعاء تشايتو للمشاركة في كأس آسيا 2019، ولعب في المباراة. في دور المجموعات ضد كوريا الشمالية، حيث فاز لبنان بنتيجة 4-1.

## الحياة الشخصية
يأتي لقبه "موني" من أخته التي أخطأت في نطق اسمه "حسن" عندما كانت صغيرة. وبالفعل، في أول مباراة له بثت على شاشة التلفزيون، حيث أطلق عليه المعلق محمود الترحيني لقب "موني" طوال المباراة.

## الإحصائيات المهنية

### دولية
| الفريق الوطني | سنة     | الظهور | الأهداف |
| ------------- | ------- | ------ | ------- |
| لبنان         | 2011    | 2      | 0       |
| لبنان         | 2012    | 16     | 0       |
| لبنان         | 2013    | 13     | 3       |
| لبنان         | 2014    | 0      | 0       |
| لبنان         | 2015    | 9      | 2       |
| لبنان         | 2016    | 5      | 0       |
| لبنان         | 2017    | 0      | 0       |
| لبنان         | 2018    | 7      | 0       |
| لبنان         | 2019    | 7      | 1       |
| لبنان         | 2020    | 1      | 0       |
| لبنان         | 2021    | 3      | 0       |
| المجموع       | المجموع | 63     | 6       |

| # | تاريخ          | مكان                                         | الخصم   | نتيجة | حصيلة | مسابقة                               |
| - | -------------- | -------------------------------------------- | ------- | ----- | ----- | ------------------------------------ |
| 1 | 22 مارس 2013   | ملعب مدينة كميل شمعون الرياضية، بيروت، لبنان | تايلاند | 1-0   | 5-2   | تصفيات كأس آسيا 2015                 |
| 2 | 22 مارس 2013   | ملعب مدينة كميل شمعون الرياضية، بيروت، لبنان | تايلاند | 2-0   | 5-2   | تصفيات كأس آسيا 2015                 |
| 3 | 8 أكتوبر 2013  | ملعب مدينة كميل شمعون الرياضية، بيروت، لبنان | العراق  | 1-0   | 1-1   | ودية                                 |
| 4 | 12 نوفمبر 2015 | ملعب صيدا البلدي، صيدا، لبنان                | لاوس    | 3–0   | 7-0   | تصفيات كأس العالم 2018               |
| 5 | 12 نوفمبر 2015 | ملعب صيدا البلدي، صيدا، لبنان                | لاوس    | 7-0   | 7-0   | تصفيات كأس العالم 2018               |
| 6 | 2 أغسطس 2019   | مدينة كربلاء الرياضية، كربلاء، العراق        | سوريا   | 2-1   | 2-1   | بطولة اتحاد غرب آسيا لكرة القدم 2019 |

## الإنجازات
الصداقة 
- الدوري اللبناني لكرة الصالات: 2010–11، 2012–13

العهد
- الدوري اللبناني الممتاز: 2009–10، 2010–11، 2016–17، 2017–18
- كأس الاتحاد اللبناني: 2010–11، 2017–18
- كأس النخبة اللبناني: 2010، 2011، 2015
- كأس السوبر اللبناني: 2010، 2011، 2015، 2017، 2018

الأنصار
- الدوري اللبناني الممتاز: 2020–21
- كأس الاتحاد اللبناني: 2020–21؛ الوصيف: 2018–19
- المركز الثاني في كأس النخبة اللبناني: 2019
- كأس السوبر اللبناني: 2019

النجمة
- كأس الاتحاد اللبناني: 2021–22، 2022–23
- كأس النخبة اللبناني: 2021
- وصيف كأس السوبر اللبناني: 2021

فردي
- فريق الموسم في الدوري اللبناني الممتاز: 2012–13،[17][18] 2013–14.[19]

## ملحوظات
1. ↑  كرة الصالات

## روابط خارجية
- حسن شعيتو على موقع أف آي لبنان (FA Lebanon)
- حسن شعيتو على RSSSF
- حسن شعيتو  على سكروي
- حسن شعيتو على أل أف جي